# Dirphya hintzi
Dirphya hintzi är en skalbaggsart. Dirphya hintzi ingår i släktet Dirphya och familjen långhorningar.

## Underarter
Arten delas in i följande underarter:
- D. h. hintzi
- D. h. ituriensis